# Wu Guixian
Wu Guixian, född 16 februari 1938 i Gongyi, Henan, död 25 april 2025 i Shenzhen, Guangdong, var en kinesisk politiker och kommunistisk partifunktionär. 
Hon var vice premiärminister 1975–1977.